# Saint-Imoges
Saint-Imoges è un comune francese di 316 abitanti situato nel dipartimento della Marna nella regione del Grand Est.

## Società

### Evoluzione demografica
Abitanti censiti